# Dekanat drzewicki
Dekanat drzewicki – jeden z 29 dekanatów w rzymskokatolickiej diecezji radomskiej. Składa się z następujących parafii:
- pw. św. Apostoła Szymona i Judy Tadeusza w Bielinach
- pw. Matki Boskiej Częstochowskiej w Domasznie
- pw. św. Łukasza Ewangelisty w Drzewicy
- pw. bł. Władysława z Gielniowa w Gielniowie
- pw. św. Macieja Apostoła w Klwowie
- Parafia św. Marii Magdaleny w Łęgonicach Małych
- pw. św. Andrzeja Apostoła w Nieznamierowicach
- pw. św. Jadwigi Śląskiej w Odrzywole
- pw. św. Jadwigi Królowej w Radzicach
- pw. śś. Apostołów Piotra i Pawła w Rusinowie
- pw. Najświętszego Serca Pana Jezusa w Sadach-Kolonii